# 511 Davida
511 Davida (/dəˈviːdə/ də-VEE-də) là một tiểu hành tinh lớn ở vành đai chính. Nó được xếp loại tiểu hành tinh kiểu C, có bề mặt tối và dường như được cấu tạo bằng vật liệu cacbonat.
Tiểu hành tinh này do R. S. Dugan phát hiện ngày 30.5.1903 ở. Nó được cho là một trong 10 tiểu hành tinh đồ sộ nhất, với đường kính khoảng 270–310 km và gồm khối lượng ước tính bằng 1,5% của toàn khối lượng vành đai tiểu hành tinh.
Davida là một trong số vài tiểu hành tinh vành đai chính mà hình dạng được xác định bởi việc quan sát bằng thị giác từ dưới đất. Từ năm 2002 tới 2007, các nhà thiên văn học ở đài thiên văn Keck đã sử dụng kính viễn vọng Keck II - thích hợp với quang học thích ứng (adaptive optics) - để chụp hình Davida.
Davida không phải là một hành tinh lùn: Có ít nhất 2 chỗ lồi lên và ít nhất một mặt dẹt với các độ lệch 15-km từ một ellipsoid thích hợp nhất. Mặt này có lẽ là một hố kích thước toàn bộ 150-km giống như người ta thấy ở tiểu hành tinh 253 Mathilde.
Davida được đặt theo tên David Peck Todd, giáo sư thiên văn học ở Amherst College.

## Khối lượng
Năm 2001, Michalak ước tính Davida có khối loưọng là (6.64±0.56)×1019 kg Năm 2007, Baer và Chesley ước tính Davida có khối lượng là (5.9±0.6)×1019 kg Một ước tính gần đây nhất của Baer đưa ra giả thuyết khối lượng của Davida là 1,18×1019 kg. Ước tính mới nhất này của Baer đưa ra giả thuyết là Davida đồ sộ hơn tiểu hành tinh 704 Interamnia.

## Tham khảo

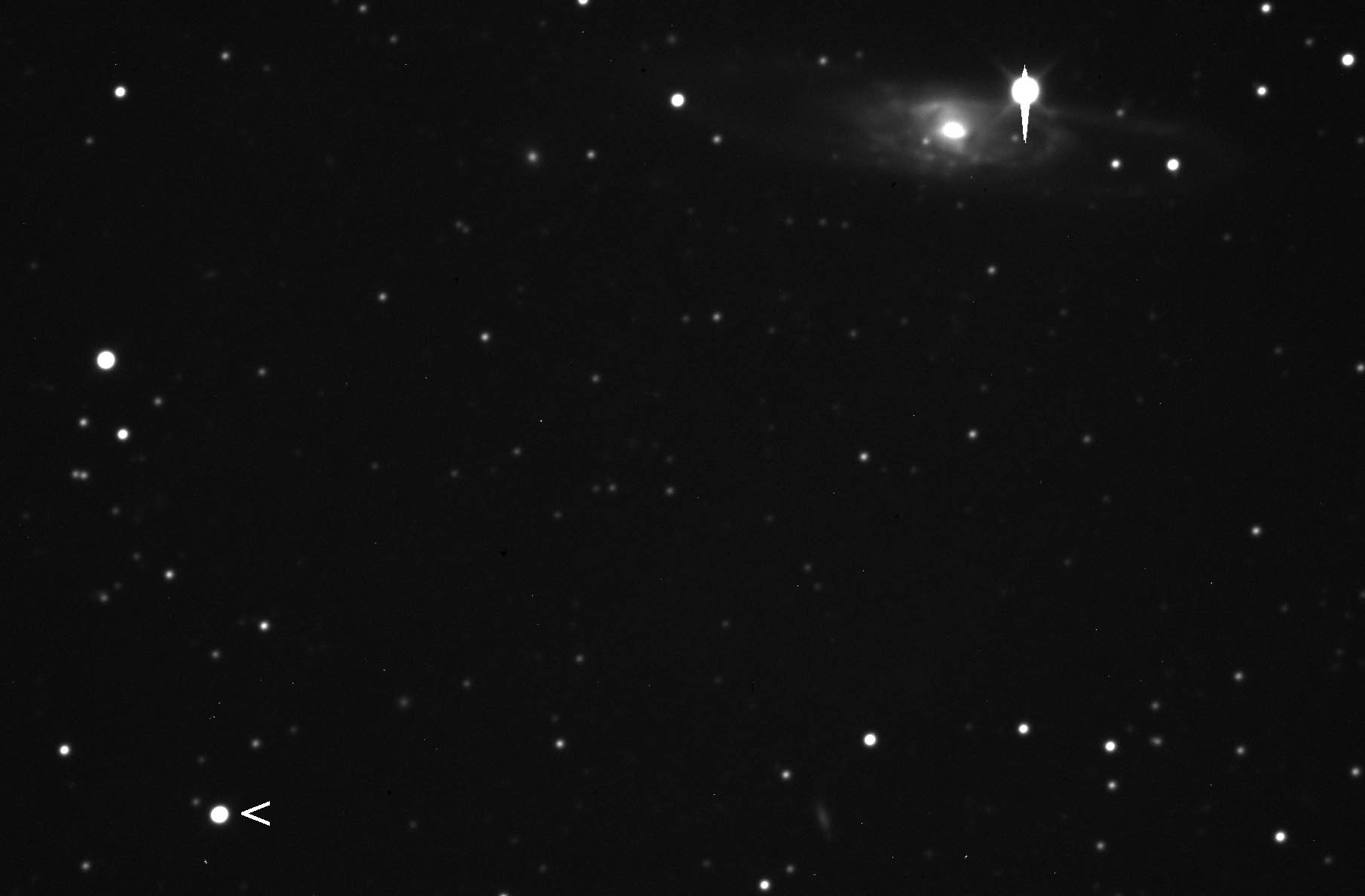
Asteroid 511 Davida (lower left @ apmag 12.5) gần galaxy NGC 5792.